# Bolognano (Arco)
Bolognano è una frazione di Arco, in provincia autonoma di Trento, posta ai piedi del monte Stivo. La frazione confina (in senso orario da nord ad ovest) con i paesi di Massone, col comune di Ronzo-Chienis, con Vignole, Pratosaiano e Caneve.

## Monumenti e luoghi d'interesse

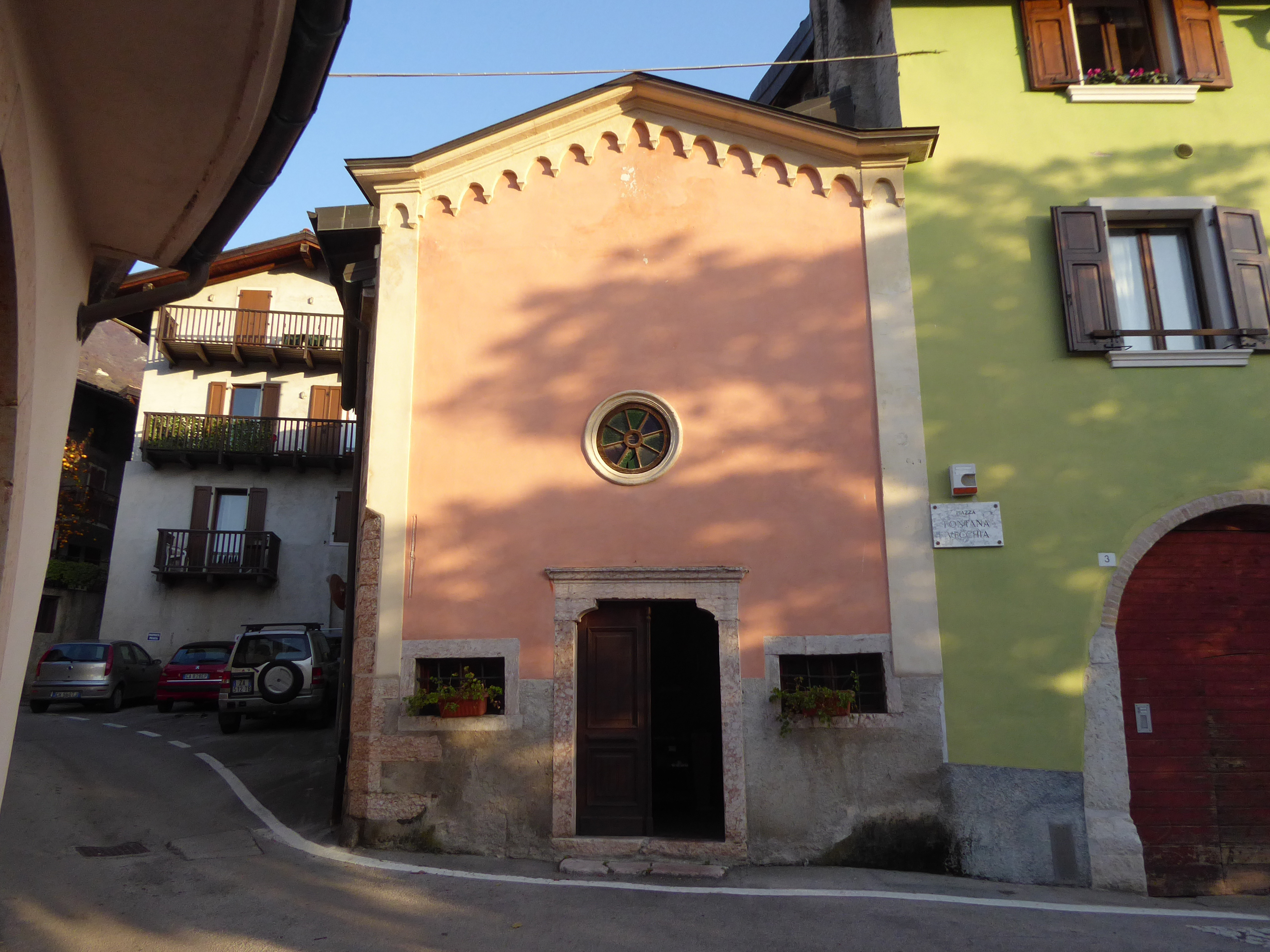
La cappella della Santissima Trinità

### Architetture religiose
- Chiesa dell'Addolorata
- Chiesa di San Valentino
- Cappella della Santissima Trinità
- Chiesa di San Floriano

## Palio delle Contrade
Il paese è noto per il Palio delle Contrade, che mette a confronto 6 contrade: Gambór (che comprende sostanzialmente la zona settentrionale dell'abitato), Gàzi (zona "alta" dell'abitato che si sviluppa alle pendici del Monte Velo), Mòri (area che comprende le varie località sparse tra i campi a sud di Viale Rovereto), Róver (contrada che include prevalentemente l'abitato che si sviluppa attorno a Via Rovero e le sue laterali, zona sud-orientale dell'abitato), Trapión (prende il nome dall'omonima Via Trapione e si riconosce nel centro storico del paese, alle spalle della chiesa) e Vignòle (paesino di fianco a Bolognano). Tale competizione si svolge generalmente tra la fine del mese di maggio ed i primi giorni del mese di giugno.
Vincitori delle varie edizioni:
- 2004 Rover
- 2006 Vignole
- 2007 Vignole
- 2008 Mori
- 2009 Gazi
- 2010 Gazi
- 2011 Gazi
- 2012 Gazi
- 2013 Vignole e Rover ex aequo

## Due passi tra i Presepi
La frazione è inoltre nota per la rassegna Due passi tra i Presepi durante la quale le vie di Bolognano si riempiono di presepi di vario genere realizzati dalle varie famiglie partecipanti; la rassegna ha generalmente inizio con il giorno dell'Immacolata concezione (8 dicembre) e termina il 6 gennaio, giorno dell'Epifania.
Bolognano è anche nota per la Festa dell'Addolorata ovvero il suo patrono che si svolge a settembre.